# 1 + 1 + 1 + 1 + ⋯

평활화의 점근적 거동. 선의 y절편은 −이다.

수학에서 1 + 1 + 1 + 1 + ⋯는 {\displaystyle \textstyle \sum _{n=1}^{\infty }n^{0}}, {\displaystyle \textstyle \sum _{n=1}^{\infty }1^{n}}, 또는 단순히 {\displaystyle \textstyle \sum _{n=1}^{\infty }1}로도 쓰이며, 발산 급수이다. 그럼에도 불구하고, 특히 물리학에서는 이 값이 {\displaystyle -{\tfrac {1}{2}}}인 것으로 간주되기도 한다. 이 값은 제타 함수 조절을 포함하여 발산 급수에서 값을 얻는 특정 수학적 방법을 통해 정당화될 수 있다.

## 발산 급수로서
1 + 1 + 1 + 1 + ⋯는 부분합의 수열이 실수에서 극한으로 수렴하지 않는다는 의미의 발산 급수이다.
수열 1n은 공비 1을 갖는 등비급수로 생각할 수 있다. 공비가 −1인 그란디 급수와 공비가 2인 급수 1 + 2 + 4 + 8 + ⋯를 포함한 다른 발산 등비급수의 경우, 밑이 1이고 공비가 {\displaystyle r}인 등비급수의 합에 대한 일반 해를 사용하여 {\displaystyle {\tfrac {1}{1-r}}}를 얻을 수 있지만, 이 합산 방법은 1 + 1 + 1 + 1 + ⋯에는 적용되지 않으며, 0으로 나누기를 발생시킨다.
그란디 급수와 함께, 이것은 유리수 공비를 가지며 실수 및 모든 P진수 시스템에서 발산하는 두 가지 등비급수 중 하나이다.
확장된 실수의 맥락에서
{\displaystyle \sum _{n=1}^{\infty }1=+\infty \,,}
부분합의 수열이 단조적으로 무한히 증가하기 때문이다.

## 제타 함수 조절
이론물리학 응용에서 n0의 합이 나타날 때, 이는 때때로 제타 함수 조절에 의해 리만 제타 함수의 s = 0에서의 값으로 해석될 수 있다.
{\displaystyle \zeta (s)=\sum _{n=1}^{\infty }{\frac {1}{n^{s}}}={\frac {1}{1-2^{1-s}}}\sum _{n=1}^{\infty }{\frac {(-1)^{n+1}}{n^{s}}}\,.}
위에 제시된 두 공식은 0에서는 유효하지 않지만, 해석적 연속은 다음과 같다.
{\displaystyle \zeta (s)=2^{s}\pi ^{s-1}\ \sin \left({\frac {\pi s}{2}}\right)\ \Gamma (1-s)\ \zeta (1-s)}
이를 사용하여 (Γ(1) = 1임을 감안할 때) 다음을 얻는다.
{\displaystyle \zeta (0)={\frac {1}{\pi }}\lim _{s\rightarrow 0}\ \sin \left({\frac {\pi s}{2}}\right)\ \zeta (1-s)={\frac {1}{\pi }}\lim _{s\rightarrow 0}\ \left({\frac {\pi s}{2}}-{\frac {\pi ^{3}s^{3}}{48}}+...\right)\ \left(-{\frac {1}{s}}+...\right)=-{\frac {1}{2}}}
여기서 ζ(s)의 s = 1에서의 멱급수 확장은 ζ(s)가 그곳에서 유수 1의 단순 극점을 가지기 때문에 성립한다. 이러한 의미에서 1 + 1 + 1 + 1 + ⋯ = ζ(0) = −⁠1/2⁠이다.
에밀리오 엘리살데는 이 급수의 제타 함수 조절이 물리학에서 중요함을 시사하며, 이 급수에 대한 다른 사람들의 의견을 다음과 같이 제시한다.
1년도 채 되지 않는 짧은 기간 동안, 두 저명한 물리학자인 A. 슬라브노프와 F. 인두라인은 바르셀로나에서 서로 다른 주제에 대해 강연을 했다. 두 발표 모두에서 어느 시점에 발표자가 청중에게 다음과 같은 말로 연설한 것이 인상적이었다: '모두가 알다시피, 1 + 1 + 1 + ⋯ = −⁠1/2⁠.' 아마도 다음과 같은 의미였을 것이다: 이 사실을 모른다면 계속 들을 필요가 없다.

## 같이 보기
- 그란디 급수 1 − 1 + 1 − 1 + · · ·
- 1−2+3−4+…
- 1 + 2 + 3 + 4 + ⋯
- 1 + 2 + 4 + 8 + ⋯
- 1 − 2 + 4 − 8 + ⋯
- 1 − 1 + 2 − 6 + 24 − 120 + · · ·
- 조화급수